# بيتر بلوم
بيتر بلوم (بالإنجليزية: Peter Blum)‏ هو كاتب وشاعر جنوب أفريقي، ولد في 4 مايو 1925 في ترييستي في إيطاليا، وتوفي في 5 ديسمبر 1990 في لندن في المملكة المتحدة بسبب مرض.